# Nathalie Lartilleux Nicaud
Nathalie Lartilleux Nicaud (Ciudad de México, 1968) es una productora mexicana, conocida principalmente por sus telenovelas que se transmiten por Televisa.

## Biografía y carrera
Originaria de la Ciudad de México, de ascendencia francesa, comenzó su trayectoria profesional como productora asociada de las telenovelas producidas por su esposo, el productor mexicano de telenovelas Salvador Mejía, entre las que se cuentan Esmeralda (1997), La usurpadora (1998), Rosalinda (1999), Abrázame muy fuerte (2000-2001), Entre el amor y el odio (2002) y Mariana de la noche (2003-2004).
Su trayectoria como productora ejecutiva comenzó en 2004, con la telenovela Inocente de ti, que contó con la coproducción de la productora miamiense Fonovideo, protagonizada por Camila Sodi y Valentino Lanús, basada en la radionovela Enamorada de Inés Rodena y también en la telenovela María Mercedes, de Valentín Pimstein. La telenovela estuvo ambientada en Miami, Estados Unidos, contó con su esposo como director ejecutivo y la adaptación de los libretos fue de Carlos Romero.
En sus siguientes telenovelas ha realizado nuevas versiones de telenovelas escritas por la escritora cubana Delia Fiallo. En 2005 produjo Peregrina, protagonizada por África Zavala y Eduardo Capetillo, fue una adaptación de la telenovela venezolana del mismo nombre. 
En 2008-2009 realizó una adaptación de la telenovela venezolana Una muchacha llamada Milagros que llevó por título Cuidado con el ángel, los libretos fueron de Carlos Romero y Calu Gutiérrez y estuvo protagonizada por Maite Perroni y William Levy.
Entre 2009 y 2010 produjo Mar de amor, protagonizada por Zuria Vega y Mario Cimarro, adaptación de la telenovela venezolana María del Mar y los libretos fueron de Alberto Gómez. 
En 2011 produce la telenovela Rafaela, protagonizada por Scarlet Ortiz y Jorge Poza, nueva versión de la telenovela venezolana del mismo nombre producida en los años 70.
En el 2013 produce la telenovela Corazón indomable, nueva versión de la radionovela La indomable, original de Inés Rodena, y de la versión de 1994 Marimar con libretos de Carlos Romero, quien vuelve a hacer esta nueva versión y repitiendo el mismo éxito de 1994, siendo protagonizada por Ana Brenda Contreras, Daniel Arenas y Elizabeth Álvarez.
En el 2014 produce la telenovela La gata, protagonizada por Maite Perroni, Daniel Arenas y Laura Zapata, una nueva versión de la telenovela La gata original de Inés Rodena. Los libretos son de Carlos Romero y la adaptación de Calu Gutiérrez.
En el 2016 produce Un camino hacia el destino, una nueva versión de la telenovela La hija del jardinero original de Mariela Romero que se hizo en 2003 en TV Azteca, bajo adaptación de Calu Gutiérrez.
En el 2017 produce El vuelo de la victoria, adaptación de la telenovela venezolana Como tú ninguna protagonizada por Paulina Goto, Mane de la Parra y Andrés Palacios.

### Productora ejecutiva
- El vuelo de la victoria (2017).
- Un camino hacia el destino (2016).
- La gata (2014).
- Corazón indomable (2013).[1]
- Rafaela (2011).
- Mar de amor (2009/10).
- Cuidado con el ángel (2008/09).
- Peregrina (2005/06).
- Inocente de ti (2004/05).

### Productora asociada en telenovelas
- Mariana de la noche (2003/04).
- Entre el amor y el odio (2002).
- Abrázame muy fuerte (2000/01).
- Rosalinda (1999).
- La usurpadora (1998).
- Esmeralda (1997).

### Productora asociada en secuelas
- Más allá de... La usurpadora (1998).

### Jefe de producción
- María Mercedes (1992/93).
- Segunda parte de La pícara soñadora (1991).

## Premios y nominaciones

### Premios TVyNovelas
| Año  | Categoría        | Telenovela                 | Resultado |
| ---- | ---------------- | -------------------------- | --------- |
| 2017 | Mejor telenovela | Un camino hacia el destino | Nominada  |
| 2014 | Mejor telenovela | Corazón indomable          | Nominada  |
| 2009 | Mejor telenovela | Cuidado con el ángel       | Nominada  |

### Premios People en Español
| Año  | Categoría        | Telenovela           | Resultado |
| ---- | ---------------- | -------------------- | --------- |
| 2009 | Mejor telenovela | Cuidado con el ángel | Nominada  |
| 2009 | Mejor refrito    | Cuidado con el ángel | Nominada  |

### Premios Kids' Choice Awards (México)
| Año  | Categoría              | Telenovela                 | Resultado |
| ---- | ---------------------- | -------------------------- | --------- |
| 2016 | Mejor serie o programa | Un camino hacia el destino | Nominada  |